# Agia Trias/Sipahi
Agia Trias (griechisch Αγία Τριάς) oder türkisch Sipahi ist ein Dorf auf der Karpas-Halbinsel im Nordosten der Mittelmeerinsel Zypern. Der Ort liegt im Distrikt İskele der 1983 gegründeten, jedoch international nicht anerkannten Türkischen Republik Nordzypern. 2011 hatte Sipahi 614 Einwohner. Der Ort, in dem bis etwa 1976 fast ausschließlich Zyperngriechen lebten, liegt 2 km östlich von Yialousa/Yeni Erenköy. Neben Yialousa und Rizokarpaso ist er der einzige Ort auf dem Karpas, in dem noch eine vergleichsweise große Zahl an Griechen lebt.

## Name
Der griechische Name bedeutet Heilige Dreifaltigkeit, während der türkische Name auf die Sipahi, die osmanische Reiterschaft zurückgeht. Diese Benennung erfolgte allerdings nicht unmittelbar nach dieser Institution, sondern, da um Agia Trias ein wichtiges Tabakgebiet lag, nach einer Zigarettenmarke. Dies gilt auch für andere Orte, wie Vothylakas, das nun Derince hieß, aus Vokolida wurde Bafra, aus Vasili Gelincik, aus Yialousa wurde Maltepe, später Yeni Erenköy. 

## Geschichte

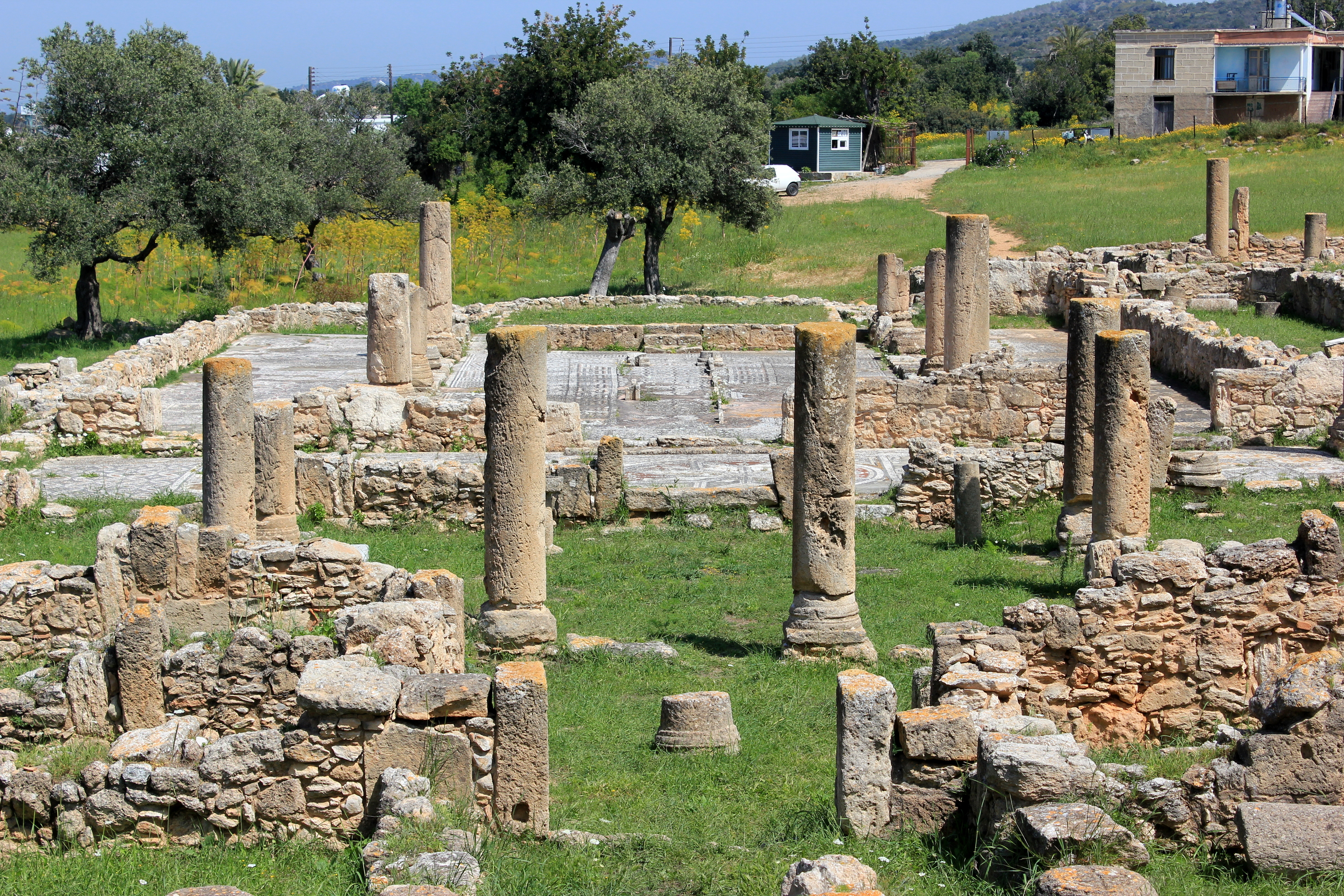
Ruinen der frühchristlichen Basilika am Ortsrand

Als die Briten 1878 die Herrschaft über Zypern übernommen hatten, setzten zwar bereits 1881 regelmäßige Zählungen im Abstand von zehn Jahren ein, doch wurde das Dorf erst ab 1946 als eigene Entität gezählt. In diesem Jahr zählte man 1078, ausschließlich griechischsprechende Einwohner, 1960 waren es 1121, 1973 genau 1212. 
Mit der Besetzung des Nordens durch die türkische Armee im Jahr 1974 wurden die griechischen Bewohner des Nordens überwiegend vertrieben, während von Süden türkischsprechende Zyprer nach Norden flohen. 1976 zählte man 675 Einwohner, deren Nationalität nicht angegeben wurde. Die meisten Griechen waren zunächst geblieben, da der Karpas von der übrigen Insel abgeschnitten war. Noch im Oktober 1975 lebten 1036 Griechen im Dorf, doch verringerte sich ihre Zahl bis Dezember 1976 auf 740, bis Mai 1980 auf 273, schließlich bis 1994 auf 134. Zwischen 1974 und 1985 mussten etwa 1100 Griechen aus dem Dorf fliehen. Bis 1996 sank die Einwohnerzahl auf 508, stieg jedoch bis 2006 wieder auf 659, ohne dass in den Zählungen die ethnische Zugehörigkeit erfasst worden wäre. Heute leben etwa 120 Griechen im Ort, womit er neben Rizokarpaso/Dipkarpaz eine der beiden Enklaven darstellt, in denen noch eine größere Zahl von ihnen lebt.
Zwischen 1976 und 1977 wanderten Türken zu, die meist aus den Distrikten Maçka, Sürmene oder Araklı der Provinz Trabzon stammten. In den letzten Jahren haben Europäer und Türken einige Immobilien erworben.